# ФК Тимок (Зайчар)
Футболен клуб „Тимок“ (на сръбски: Фудбалски клуб Тимок) е професионален футболен клуб от град Зайчар, Тимошко, Сърбия.
Участва в 3-то ниво Сръбска лига изток на сръбския футбол. Основан през 1919 година. Домакинските си срещи играе на стадион „Кралиевица“ в Зайчар с капацитет 10 000 места.

## Успехи
Сръбска лига изток
- Шампион (1): 2011–12

## Известни играчи
- Яв Антви
- Дарко Божович
- Жшвон Люковчан: 1981-1982
- Драган Пантелич: 1983-1985

## Български футболисти
- Методи Томанов: 1990/91